# Roman Kresta
Roman Kresta (República Checa, 24 de Abril de 1976) é um ex-piloto de rali checo. Competiu no Campeonato Mundial de Rali (WRC).

## Carreira
A sua estreia no WRC foi na Grécia, na temporada de 2001, ao volante de um Ford Focus WRC. Guiou igualmente pela Skoda e pelos privados da Hyundai e Peugeot. Os seus desempenhos durante a temporada de 2005 pela Ford não foram suficientes para impedir que fosse substituido por Mikko Hirvonen no final dessa temporada. 
Teve como seu co-piloto Jan Tomanek, tendo ganho o Campeonato Checo de Rali em 2000, antes da sua estreia no WRC.
- Commons